# Rumo (Trento)
Rumo é uma comuna italiana da região do Trentino-Alto Ádige, província de Trento, com cerca de 814 habitantes. Estende-se por uma área de 30 km², tendo uma densidade populacional de 27 hab/km². Faz divisa com Ultimo (BZ), Proves (BZ), Bresimo, Cagnò, Revò e Livo.